# Реологічне товариство
Реологі́чне товари́ство (англ. The Society of Rheology) — некомерційне наукове товариство, що об'єднує фізиків, хіміків, біологів, інженерів і математиків, які цікавляться проблемами реології — науки про деформації та плинність матеріалів.
Товариство засноване у 1929 році. Воно є членом Американського інституту фізики.
Метою товариства є розвиток реології та її застосувань через освіту, партнерство та співпрацю з пов'язаними галузями та організаціями, а також поширення серед різноманітних спільнот інформації про реологію та про те, як вона впливає на людство та світ.

## Склад
Товариство на відміну від інших наукових товариств на є багаточисельним. Станом на 2023 рік воно налічувало близько 1000 членів.

## Видавнича діяльність
З моменту заснування товариством видається науковий журнал «Journal of Rheology», який до 1978 року мав назву «Transactions of The Society of Rheology». 2021 року його імпакт-фактор становив 4,534. Крім цього двічі на рік виходить вісник товариства «Rheology Bulletin». Також публікуються анотації доповідей, представлених на щорічних з'їздах товариства.

## Нагороди від товариства
Реологічне товариство присуджує низку наукових медалей та премій за наукові досягнення в галузі реології:
- Медаль Бінгама[en] (англ. Bingham Medal) — відзнака, яку вручають щорічно з 1948 року за виключний внесок у реологію[6] .
- Премія Артура Метцнера за початок кар'єри (англ. Arthur B. Metzner Early Career Award) — премія, яку щорічно вручають членам товариства, молодшим 35 років, що проявили себе у реологічних дослідженнях, реологічній практиці або служінню реології, та для яких пройшло не більше ніж 12 років з моменту присудження наукового ступеня[7].
- Премію за видатні заслуги — (англ. Distinguished Service Award) вручають за видатні заслуги перед товариством.
- Премія за публікацію в журналі «Journal of Rheology» (англ. Journal of Rheology Publication Award) — премія, яку вручають з 1994 року за найкращу працю, опубліковану протягом двох останніх років.
- Премію за найкращий студентський постер (англ. Best Student Poster Award) — вручають від 2001 року студенту, який зробив найкращу постерну доповідь на щорічних зборах товариства.
- Премія за найкращий постдокторський постер (англ. Best Postdoctoral Fellow Poster Award) — заснована у 2009 році для заохочення членів-постокторантів.

## Історична довідка
Реологічне товариство було засноване 9 грудня 1929 року. 1931 року товариство стало одним зі співзасновників Американського інституту фізики, членом якого залишається і досі.